# 4228 Nemiro
4228 Nemiro је астероид главног астероидног појаса са средњом удаљеношћу од Сунца која износи 2,303 астрономских јединица (АЈ).
Апсолутна магнитуда астероида је 13,8.